# Колман (Џорџија)
Колман (енгл. Coleman) насељено је место без административног статуса у америчкој савезној држави Џорџија.

## Демографија
По попису из 2010. године број становника је 127, што је 22 (-14,8%) становника мање него 2000. године.
| Група             | 2000.      | 2010.      |
| Белци             | 57 (38,3%) | 41 (32,3%) |
| Афроамериканци    | 92 (61,7%) | 83 (65,4%) |
| Азијати           | 0 (0,0%)   | 0 (0,0%)   |
| Хиспаноамериканци | 0 (0,0%)   | 3 (2,4%)   |
| Укупно            | 149        | 127        |